# Copelatus debilis
Copelatus debilis är en skalbaggsart som beskrevs av Sharp 1882. Copelatus debilis ingår i släktet Copelatus och familjen dykare. Inga underarter finns listade i Catalogue of Life.